# Ulrich Rausch
Ulrich Rausch (* 5. Mai 1965) ist ein deutscher Zauberkünstler, Erfinder von Zauberkunststücken und Sachbuchautor.

## Leben und Wirken
Nach dem Studium der katholischen Theologie machte Rausch eine Weiterbildung zur Organisationspsychologie. Er arbeitet als Trainer und Referent international in der Fort- und Weiterbildung. Parallel dazu betreibt er die Zauberkunst ebenso professionell und tritt mit Theater-Zauberprogrammen auf. Er ist Autor zahlreicher Beiträge in deutschsprachigen Zauberperiodika. Er ist u. a. Gründungsautor der Fachzeitschrift für Kinderzauberer Der Zauberzwerg, war langjähriger Autor der Zeitschrift Magische Welt, deren Zusammenarbeit mit dem Herausgeber Wittus Witt er dann aber beendet hat, und er war fester Mitarbeiter der österreichischen Vereinszeitschrift Aladin. Von 2017 bis März 2020 schrieb Ulrich Rausch für die Vereinszeitschrift Magie des Magischen Zirkels von Deutschland.

## Zauberprogramme
- Der kleine Zauberer, Theaterstück für Kinder ab etwa vier Jahren, in zwei Akten
- Brandstifter, ein Zauber-Theaterstück kombiniert mit politisch-literarischem Kabarett
- Rilke Zauber – Du musst das Leben nicht verstehen ..., Ein zauberhafter Abend zu den Gedichten von Rainer Maria Rilke

## Veröffentlichungen
- Psst! Ein Mentalkunststück – nicht nur für Kindervorstellungen, Hardini Fabrikate, 1992, 18 Seiten
- Tolle Tricks, Edition Greb, 1999, 111 Seiten
- Die Zauber-Fundgrube: Kunststücke für Schüler und Lehrer im Unterricht, Cornelsen Scriptor Verlag, Berlin 2003, 237 Seiten, ISBN 978-3-589-21670-3
- Zauberworkshop mit Kindern, Grundlagen, Konzepte, Tricks, Verlag Karsten, 2012, 204 Seiten, ISSN 2192-1997
- Kontaktlos zaubern lehren: Grundgedanken, Konzepte, Tricks, 2020, 44 Seiten, ISSN 2192-1997
- Zauberworkshop mit Kindern, Grundlagen, Konzepte, Tricks, 3., überarbeitete und wesentlich erweiterte Auflage, 2020, 244 Seiten, ISSN 2192-1997
- Wunder mit Methode, Das Handbuch zu mehr Kreativität. 2020. 220 Seiten, ISSN 2192-1997
- Der Almanach 2020, Essays – Grundlagen – Kunststücke. 2021. 120 Seiten, ISSN 2747-3929
- Das Punx-Projekt – Rekonstruktion eines deutschen Zaubererlebens, Band 1. 2021. 160 Seiten, ISSN 2747-3929
- Das Punx-Projekt – Rekonstruktion eines deutschen Zaubererlebens, Ergänzungsband 1b. 2021. 110 Seiten, ISSN 2747-3929
- Im Gespräch mit.... 2021. 180 Seiten, ISSN 2747-3929
- Das Punx-Projekt – Rekonstruktion eines deutschen Zaubererlebens, Band 1. 2022. 2te. Auflage 172 Seiten, ISSN 2747-3929
- Der Almanach 2021, Essays – Grundlagen – Kunststücke. 2022. 106 Seiten, ISSN 2747-3929
- Der kleine Zauberer will Hof-Zauberer werden: Das Handbuch zu einer therapeutischen Lehr-Geschichte. 2023. 40 Seiten, ISSN 2747-3929
- Kinderprogramme entwickeln und gestalten: Tipps, Tricks und Routinen. 2023. 154 Seiten, ISSN 2747-3929
- Der Punx-Touch: Das Gläserne Herz und andere Patente. 2023. 106 Seiten, ISSN 2747-3929
- Zaubern für Zwerge Band 1 Theorie und Praxis. 2023. 136 Seiten, ISSN 2747-3929
- Zaubern für Zwerge Band 2 Tricks und Routinen. 2024. 110 Seiten, ISSN 2747-3929
- Zaubern für Zwerge Band 3 Tricks und Routinen. 2023. 108 Seiten, ISSN 2747-3929
- Zaubern für Zwerge Die Fundgrube. 2024. 504 Seiten, ISSN 2747-3929
- Magie – Meine Kunst des Verzauberns. 2024. 340 Seiten, ISSN 2747-3929